# Penique Kissi

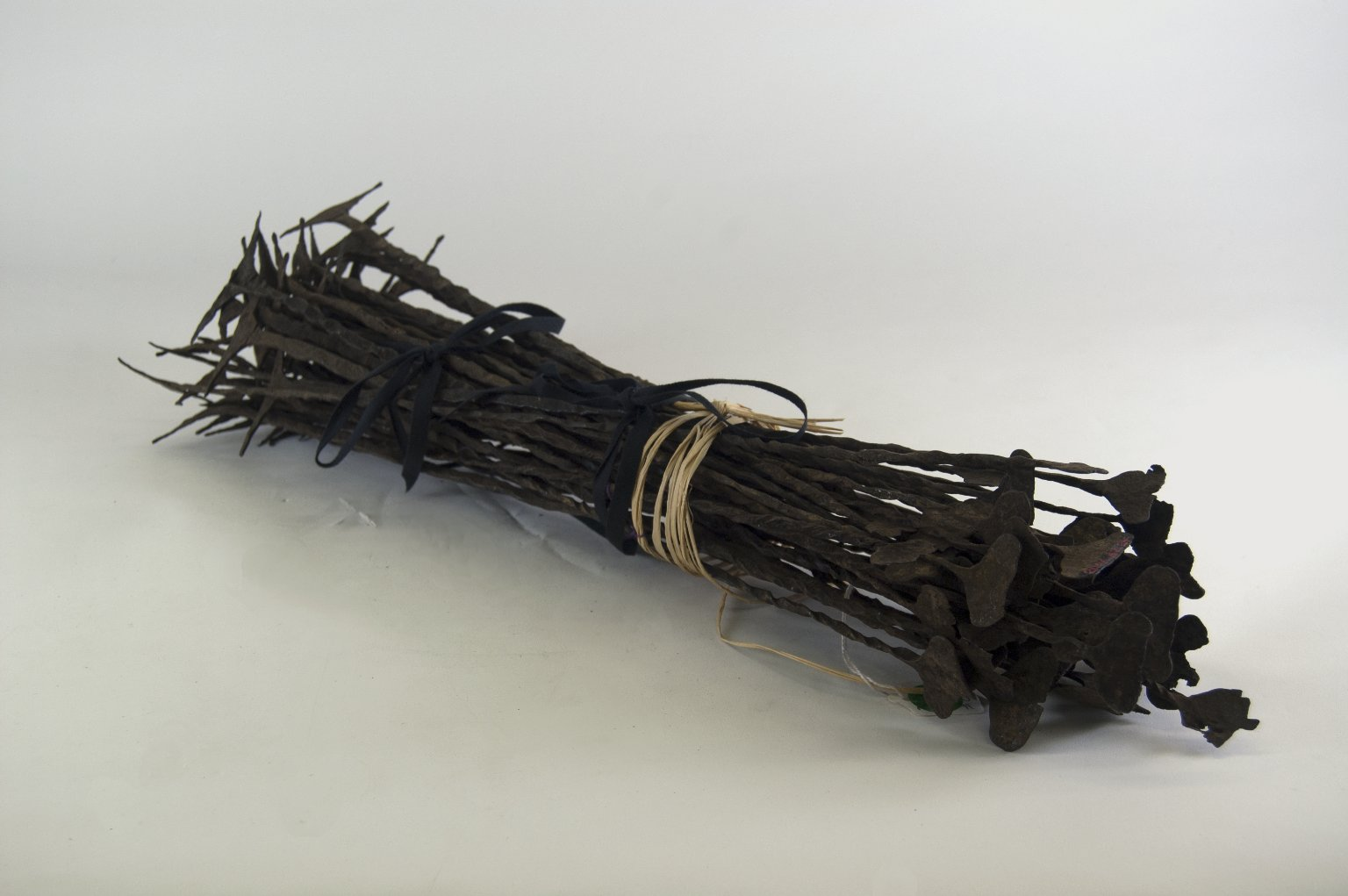
Atado de peniques kissi en el Museo Brooklyn

El penique Kissi (conocido también como penique kissy, dinero kissi, penique kisi; guenze, koli, kilindi y otros nombre) es el nombre de una moneda de uso corriente en el territorio de la tribu kissi en Sierra Leona y entre los gbandi, gola, kissi, kpelle, loma, mandinga, mendé y otras tribus de Liberia, Sierra Leona y Guinea.

## Origen
Los africanos del poniente de la región de lo que hoy es Liberia y Sierra Leona usaron el hierro como bien comercial y con un valor estándar durante bastante tiempo, Registros portugueses indicaron que durante los viajes realizados a principios del siglo XVI llevaron lingotes de acero como mercancía. Durante la época de trata de esclavos esos lingotes fueron empleados como pago. Sin embargo, no hay motivo para creer que esas barras fueron moldeadas como los peniques Kissi que conocemos, ya que estas monedas empezaron a manufacturarse alrededor de 1880.

## Circulación
Gracias a las actividades náuticas de la gente de la región, especialmente los kru estos peniques circularon por toda la costa de África del Este y África Central y hoy hay registros de su uso hacia 1880 y su uso fue reemplazado paulatinamente por las monedas coloniales, tan tarde como 1940 en Sierra Leona y 1980 en Liberia. La última tasa de cambio fue de 50 peniques kissi por un chelín de Libra del África Occidental Británica.

## Producción
Estos peniques fueron hechos por herreros en forma de varas largas con un extremo en "T" (llamado nling u "oreja"), y en el otro una especie de hoja (llamado kodo o "pie"). Su longitud variaba entre 6" (15 cm) a 16" (40 cm). Un montón de naranjas tenía el precio de 2 peniques o un manojo de plátanos. Debido a su escaso valor eran agrupados en paquetes (por lo general de 20). Comparaciones de precios de inicios del siglo XX nos indican que una vaca costaba 100 paquetes, una novia 200 y un esclavo 300.

## Uso religioso
Tras salir de circulación y dejar de ser usados como moneda, la gente empleó estos peniques como fichas en rituales de las sociedades poro y sande; como excrex, y para colocarse en tumbas para guiar el alma de los muertos. A fin de cuentas, estas piezas adquirieron importancia religiosa por su uso en los entierros a grado tal que cuando uno de estos se rompía era considerado sin valor hasta que un "zoe" (brujo) lo reparaba en una ceremonia especial, por lo que le dio el apodo de "dinero con un alma".
Cuando alguien moría fuera de su aldea, su cuerpo debía ser llevado de regreso a su lugar de origen. Pero cuando esto no era posible entonces debería llegar algún pariente del fallecido y pedirle a un brujo que “atara” el alma del muerto al penique para que llevara la “moneda” a enterrarla en la tumba de sus ancestros. La persona envolvía la pieza en un paño y debía viajar en silencio ya que si no lo hacía creían que el alma escapaba y regresaba al lugar de fallecimiento y por lo tanto había que repetir el ritual religioso antes mencionado, aunque una manera de evitar esto era poner de cabeza el penique si era necesario hablar y al terminar de hacer esto volver a poner el objeto en su posición original.
Los viajeros europeos los llevaban como una curiosidad de "dinero primitivo" y como resultado muchos fueron a parar a museos o en manos de coleccionistas y siguen vendiéndose como moneda curiosa entre los numismáticos de hoy.